# Lập hồ sơ DNA

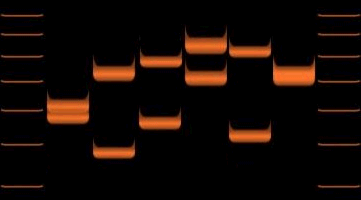
Đặc điểm chiều dài của cùng alen VNTR của sáu người.

Lập hồ sơ DNA là xác định các đặc điểm DNA của một cá nhân. Đây là thuật ngữ dịch từ tiếng Anh DNA profiling, đã thường được dịch là "xét nghiệm DNA", hoặc "vân tay DNA", đôi khi cũng dịch là mã vạch DNA.

## Tổng quan
- Hầu hết DNA của mọi người giống nhau, nhất là các DNA mang gen cấu trúc mã hoá protein. Tuy nhiên, ở trên các nhiễm sắc thể của người có những vùng DNA chứa thành phần khác nhau, tương tự như ai cũng có vân tay, nhưng vân tay người này khác vân tay người kia và thường là đặc trưng. Ví dụ như alen VNTR ở những người khác nhau sẽ chắc chắn có "chiều dài" khác nhau sau khi chạy điện di (xem hình bên).
- "Chiều dài" này gồm các băng điện di, mà nếu hai người có băng giống nhau, thì chắc chắn có quan hệ họ hàng. Ví dụ: ở hình trên, người số 2 (từ trái sang)với người số 4 và số 6 có những vạch như nhau, thì có thể có quan hệ huyết thống với nhau.
- Do đó xét nghiệm DNA hay lập hồ sơ DNA ứng dụng phổ biến trong pháp y nhằm điều tra tội phạm,[6] hoặc sử dụng trong kiểm tra huyết thống,[7] để thiết lập tính đủ điều kiện nhập cư,[8] hay quan hệ họ hàng, trong nghiên cứu phả hệ và y tế.

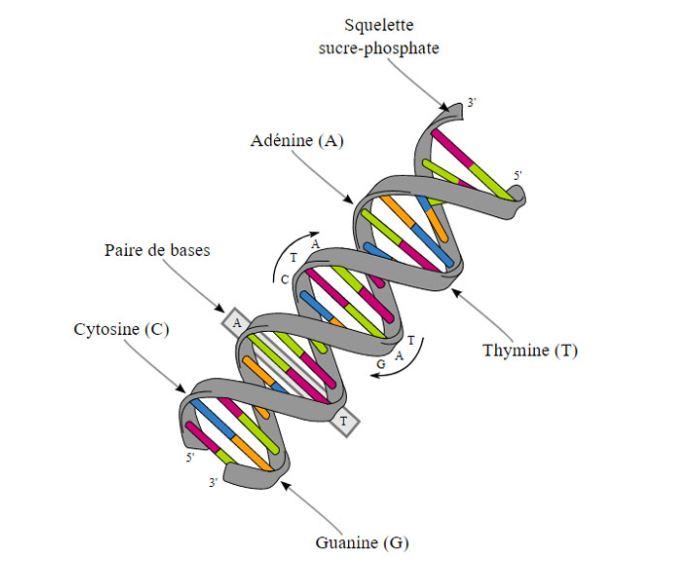
Mô tả cấu tạo của ADN

- Mô tả cấu tạo của ADNNgoài con người, xét nghiệm DNA còn được sử dụng trong nghiên cứu các loài sinh vật khác, như động vật, thực vật để phân loại chính xác và nghiên cứu di truyền quần thể.[9]

## Bối cảnh
Bắt đầu từ những năm 1980, những tiến bộ khoa học đã cho phép sử dụng DNA làm vật liệu để xác định một cá nhân. Bằng sáng chế đầu tiên đề cập đến việc sử dụng trực tiếp biến thể DNA cho pháp y được đệ trình bởi Tiến sĩ Jeffrey Glassberg vào năm 1983, dựa trên công việc mà ông đã làm khi ở Đại học Rockefeller năm 1981. Tại Vương quốc Anh, Nhà di truyền học Sir Alec Jeffreys  độc lập phát triển quy trình cấu hình DNA vào đầu cuối năm 1984  khi đang làm việc tại Khoa Di truyền tại Đại học Leicester.
Quy trình được phát triển bởi Jeffreys kết hợp với Peter Gill và Dave Werrett của Dịch vụ Khoa học Pháp y (FSS), lần đầu tiên được sử dụng trong pháp y để giải quyết án mạng của hai thanh thiếu niên đã bị cưỡng hiếp và sát hại ở Narborough, Leicestershire vào năm 1983 và 1986. Trong cuộc điều tra vụ giết người, do thám tử David Baker dẫn đầu, DNA có trong mẫu máu được lấy tự nguyện từ khoảng 5.000 người đàn ông địa phương, những người sẵn sàng hỗ trợ Leicestershire Constabulary trong cuộc điều tra, dẫn đến sự tha thứ cho một người đàn ông đã thú nhận một trong những tội ác, và sự kết tội sau đó của Colin Pitchfork. Pitchfork, một nhân viên tiệm bánh mì địa phương, đã ép đồng nghiệp Ian Kelly đứng ra bảo lãnh cho anh ta khi cung cấp mẫu máu — Kelly sau đó đã sử dụng hộ chiếu giả mạo để đóng giả Pitchfork. Một đồng nghiệp khác đã báo cảnh sát. Pitchfork bị bắt, và máu của anh ta được gửi đến phòng thí nghiệm của Jeffrey để xử lý và phát triển hồ sơ. Hồ sơ của Pitchfork khớp với DNA do kẻ sát nhân để lại, xác nhận sự hiện diện của Pitchfork ở cả hai hiện trường vụ án; anh ta đã nhận tội cho cả hai vụ giết người.
Mặc dù 99,9% trình tự DNA của con người là giống nhau ở mỗi người, nhưng đủ DNA khác biệt để có thể phân biệt cá thể này với cá thể khác, trừ khi họ là cặp song sinh đơn hợp tử (giống hệt nhau). Sử dụng profiling DNA lặp đi lặp lại chuỗi đó là biến cao, được gọi là biến lặp đi lặp lại số song song (VNTRs), đặc biệt là lặp đi lặp lại song song ngắn (STRs), còn được gọi là microsatellite, và minisatellites. Các locus VNTR tương tự nhau giữa các cá thể có quan hệ họ hàng gần nhau, nhưng thay đổi đến mức các cá thể không liên quan khó có thể có các VNTR giống nhau.
Tại Ấn Độ, tiến sĩ VK Kashyap và Tiến sĩ Lalji Singh bắt đầu thực hiện lấy dấu vân tay DNA. Dr.Singh là một nhà khoa học người Ấn Độ làm việc trong lĩnh vực công nghệ lấy dấu vân tay DNA ở Ấn Độ, nơi ông được mọi người biết đến với biệt danh "Cha đẻ của lập hồ sơ DNA của Ấn Độ".

## Quá trình

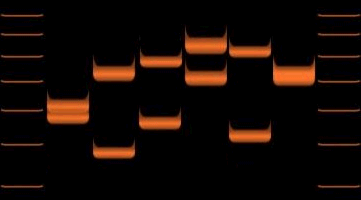
Sự biến đổi chiều dài alen VNTR ở 6 cá thể.

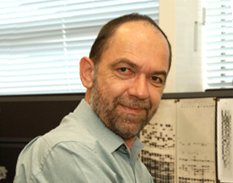
Alec Jeffreys, người tiên phong trong việc lập hồ sơ DNA.

Quá trình này do Glassberg phát triển và Jeffreys độc lập bắt đầu với một mẫu DNA của một cá nhân (thường được gọi là "mẫu tham chiếu"). Các mẫu tham chiếu thường được thu thập thông qua một miếng tăm bông. Khi điều này không có sẵn (ví dụ: khi cần lệnh tòa nhưng không thể đạt được) các phương pháp khác có thể cần thiết để lấy mẫu máu, nước bọt, tinh dịch, chất bôi trơn âm đạo hoặc chất lỏng hoặc mô khác từ các vật dụng cá nhân (ví dụ: bàn chải đánh răng, dao cạo râu) hoặc từ các mẫu đã lưu trữ (ví dụ, tinh trùng lưu trữ hoặc mô sinh thiết). Các mẫu thu được từ những người có quan hệ huyết thống có thể chỉ ra hồ sơ của một cá nhân, cũng như những hài cốt người đã được lập hồ sơ trước đó. Sau đó, một mẫu tham chiếu sẽ được phân tích để tạo ra cấu hình DNA của cá nhân bằng một trong các kỹ thuật được thảo luận dưới đây. Hồ sơ DNA sau đó được so sánh với một mẫu khác để xác định xem có sự trùng khớp về di truyền hay không.

### Trích xuất DNA
Khi lấy một mẫu như máu hoặc nước bọt, DNA chỉ là một phần nhỏ của những gì có trong mẫu. Trước khi DNA có thể được phân tích, nó phải được chiết xuất từ các tế bào và tinh chế. Có nhiều cách để thực hiện điều này, nhưng tất cả các phương pháp đều tuân theo cùng một quy trình cơ bản. Các màng tế bào và nhân cần được phá vỡ để cho phép DNA tự do trong dung dịch. Một khi DNA tự do, nó có thể được tách khỏi tất cả các thành phần khác của tế bào. Sau khi DNA đã được tách trong dung dịch, các mảnh vụn tế bào còn lại sau đó có thể được loại bỏ khỏi dung dịch và loại bỏ, chỉ để lại DNA. Các phương pháp chiết xuất DNA phổ biến nhất bao gồm chiết xuất hữu cơ (còn gọi là chiết xuất phenol chloroform), chiết tách Chelex và chiết xuất pha rắn. Chiết xuất khác biệt là một phiên bản chiết xuất sửa đổi, trong đó DNA từ hai loại tế bào khác nhau có thể được tách ra khỏi nhau trước khi được tinh chế khỏi dung dịch. Mỗi phương pháp chiết xuất đều hoạt động tốt trong phòng thí nghiệm, nhưng các nhà phân tích thường chọn phương pháp ưa thích của họ dựa trên các yếu tố như chi phí, thời gian liên quan, số lượng DNA thu được và chất lượng DNA thu được. Sau khi DNA được chiết xuất từ mẫu, nó có thể được phân tích, cho dù đó là phân tích hoặc định lượng RFLP và phân tích PCR.

### Phân tích RFLP
Các phương pháp đầu tiên để tìm ra di truyền học được sử dụng để lập hồ sơ DNA liên quan đến phân tích RFLP. DNA được thu thập từ các tế bào và được cắt thành các mảnh nhỏ bằng cách sử dụng một enzym giới hạn (một chất phân hủy giới hạn). Điều này tạo ra các đoạn DNA có kích thước khác nhau do sự biến đổi giữa các chuỗi DNA của các cá thể khác nhau. Các mảnh này sau đó được tách ra trên cơ sở kích thước bằng phương pháp điện di trên gel.
Các mảnh đã tách sau đó được chuyển sang bộ lọc nitrocellulose hoặc nylon; thủ tục này được gọi là Southern blot. Các đoạn DNA trong vết bẩn được cố định vĩnh viễn vào bộ lọc, và các sợi DNA bị biến tính. Các phân tử thăm dò được gắn nhãn phóng xạ sau đó được thêm vào để bổ sung cho các trình tự trong bộ gen có chứa trình tự lặp lại. Các trình tự lặp lại này có xu hướng thay đổi về độ dài giữa các cá thể khác nhau và được gọi là trình tự lặp lại theo số lượng thay đổi hoặc VNTR. Các phân tử mẫu dò lai với các đoạn DNA có chứa trình tự lặp lại và các phân tử mẫu dò dư thừa bị rửa trôi. Vết thâm sau đó được chiếu vào phim X-quang. Các đoạn DNA đã liên kết với các phân tử mẫu dò xuất hiện dưới dạng các dải huỳnh quang trên phim.
Kỹ thuật Southern blot yêu cầu một lượng lớn DNA mẫu không bị phân hủy. Ngoài ra, kỹ thuật RFLP đa tầng ban đầu của Alec Jeffrey đã xem xét nhiều locus tế bào minisat cùng một lúc, làm tăng độ biến thiên quan sát được, nhưng khó phân biệt các alen riêng lẻ (và do đó loại trừ kiểm tra quan hệ cha con). Những kỹ thuật ban đầu này đã được thay thế bằng các xét nghiệm dựa trên PCR.

### Phân tích phản ứng chuỗi polymerase (PCR)
Phát triển bởi Kary Mullis vào năm 1983, một quá trình đã được báo cáo mà phần cụ thể của DNA mẫu có thể được khuếch đại gần như vô thời hạn (Saiki et al. 1985, 1985) Quá trình này, polymerase chain reaction (PCR), bắt chước quá trình sinh học của sự sao chép DNA, nhưng giới hạn nó trong các chuỗi DNA cụ thể được quan tâm. Với việc phát minh ra kỹ thuật PCR, việc lập hồ sơ DNA đã có những bước tiến lớn về cả khả năng phân biệt và khả năng khôi phục thông tin từ các mẫu ban đầu rất nhỏ (hoặc đã bị suy giảm).
PCR khuếch đại đáng kể số lượng của một vùng DNA cụ thể. Trong quá trình PCR, mẫu DNA được biến tính thành các sợi polynucleotide riêng lẻ thông qua quá trình gia nhiệt. Hai đoạn mồi oligonucleotide DNA được sử dụng để lai với hai vị trí gần nhau tương ứng trên các sợi DNA đối diện theo kiểu sao cho phần mở rộng enzym bình thường của đầu hoạt động của mỗi đoạn mồi (nghĩa là, đầu 3 ') dẫn đến đoạn mồi khác. PCR sử dụng các enzym sao chép chịu được nhiệt độ cao, chẳng hạn như Taq polymerase có thể điều nhiệt. Theo cách này, hai bản sao mới của chuỗi quan tâm được tạo ra. Sự biến tính, lai ghép và mở rộng lặp đi lặp lại theo kiểu này tạo ra số lượng bản sao DNA quan tâm ngày càng tăng theo cấp số nhân. Các dụng cụ thực hiện chu trình nhiệt có sẵn từ các nguồn thương mại. Quá trình này có thể tạo ra sự khuếch đại gấp hàng triệu lần hoặc lớn hơn của vùng mong muốn trong 2 giờ hoặc ít hơn.
Những thử nghiệm ban đầu như dải chấm đảo ngược HLA - DQ alpha đã trở nên rất phổ biến nhờ tính dễ sử dụng và tốc độ thu được kết quả. Tuy nhiên, chúng không phân biệt đối xử như phân tích RFLP. Cũng rất khó để xác định hồ sơ DNA cho các mẫu hỗn hợp, chẳng hạn như miếng gạc âm đạo của một nạn nhân bị tấn công tình dục.
Tuy nhiên, phương pháp PCR dễ dàng thích ứng để phân tích VNTR, đặc biệt là các locus STR. Trong những năm gần đây, nghiên cứu về định lượng DNA của con người đã tập trung vào kỹ thuật PCR định lượng "thời gian thực" (qPCR) mới. Các phương pháp PCR định lượng cho phép các phép đo tự động, chính xác và thông lượng cao. Các nghiên cứu giữa các phòng thí nghiệm đã chứng minh tầm quan trọng của việc định lượng DNA của con người trong việc đạt được sự diễn giải đáng tin cậy của việc gõ STR và thu được kết quả nhất quán giữa các phòng thí nghiệm.

### Phân tích STR
Hệ thống cấu hình DNA được sử dụng ngày nay dựa trên phản ứng chuỗi polymerase (PCR) và sử dụng trình tự đơn giản  hoặc lặp lại song song ngắn (STR). Phương pháp này sử dụng các vùng đa hình cao có trình tự lặp lại ngắn của DNA (phổ biến nhất là lặp lại 4 base, nhưng có những độ dài khác được sử dụng, bao gồm 3 và 5 base). Bởi vì những người không liên quan gần như chắc chắn có số lượng đơn vị lặp lại khác nhau, STR có thể được sử dụng để phân biệt giữa các cá nhân không liên quan. Các locus STR này (các vị trí trên nhiễm sắc thể) được nhắm mục tiêu với các đoạn mồi đặc hiệu theo trình tự và được khuếch đại bằng cách sử dụng PCR. Các đoạn DNA có được sau đó được tách và phát hiện bằng điện di. Có hai phương pháp phân tách và phát hiện phổ biến là điện di mao quản (CE) và điện di gel.
Mỗi STR là đa hình, nhưng số lượng alen rất ít. Thông thường, mỗi alen STR sẽ được chia sẻ bởi khoảng 5–20% cá nhân. Sức mạnh của phân tích STR bắt nguồn từ việc kiểm tra đồng thời nhiều locus STR. Mô hình của các alen có thể xác định một cá thể khá chính xác. Do đó, phân tích STR cung cấp một công cụ xác định tuyệt vời. Càng nhiều vùng STR được thử nghiệm trong một cá nhân, thử nghiệm càng trở nên phân biệt.
Từ quốc gia này sang quốc gia khác, các hệ thống cấu hình DNA dựa trên STR khác nhau đang được sử dụng. Ở Bắc Mỹ, các hệ thống khuếch đại các locus lõi CODIS 20  gần như phổ biến, trong khi ở Vương quốc Anh, hệ thống locus DNA-17 17 (tương thích với Cơ sở dữ liệu DNA quốc gia) đang được sử dụng và Úc sử dụng 18 lõi điểm đánh dấu. Cho dù sử dụng hệ thống nào, nhiều vùng STR được sử dụng đều giống nhau. Các hệ thống cấu hình DNA này dựa trên phản ứng ghép kênh, theo đó nhiều vùng STR sẽ được kiểm tra cùng một lúc.
Sức mạnh thực sự của phân tích STR là ở khả năng phân biệt thống kê của nó. Vì 20 locus hiện đang được sử dụng để phân biệt trong CODIS được phân loại độc lập (có một số lần lặp lại nhất định tại một vị trí không làm thay đổi khả năng có bất kỳ số lần lặp lại nào ở bất kỳ vị trí nào khác), nên có thể áp dụng quy tắc tích cho xác suất. Điều này có nghĩa là, nếu ai đó có loại DNA là ABC, trong đó ba locus độc lập, thì xác suất người đó có loại DNA đó là xác suất có loại A nhân với xác suất có loại B nhân với xác suất có loại C. Điều này dẫn đến khả năng tạo ra xác suất đối sánh là 1 trên một phần năm tỷ (1x10 18) trở lên. Tuy nhiên, các cuộc tìm kiếm cơ sở dữ liệu DNA cho thấy các kết quả trùng khớp về hồ sơ DNA sai thường xuyên hơn nhiều. Hơn nữa, vì có khoảng 12 triệu cặp song sinh đơn bào trên Trái Đất, nên xác suất lý thuyết là không chính xác.
Trên thực tế, nguy cơ đối sánh bị nhiễm bẩn lớn hơn nhiều so với đối sánh với một người họ hàng xa, chẳng hạn như nhiễm bẩn mẫu từ các vật thể gần đó hoặc từ các ô còn sót lại được chuyển từ một thử nghiệm trước. Rủi ro lớn hơn nếu kết hợp với người thường gặp nhất trong các mẫu: Mọi thứ được thu thập hoặc tiếp xúc với nạn nhân là nguồn ô nhiễm chính cho bất kỳ mẫu nào khác được đưa vào phòng thí nghiệm. Vì lý do đó, nhiều mẫu đối chứng thường được thử nghiệm để đảm bảo rằng chúng luôn sạch, khi được chuẩn bị trong cùng khoảng thời gian với các mẫu thử thực tế. Các kết quả trùng khớp (hoặc các biến thể) không mong muốn trong một số mẫu đối chứng cho thấy khả năng nhiễm bẩn cao đối với các mẫu thử thực tế. Trong một bài kiểm tra về mối quan hệ, các cấu hình DNA đầy đủ phải khác nhau (trừ trường hợp sinh đôi), để chứng minh rằng một người không thực sự trùng khớp vì có liên quan đến DNA của chính họ trong một mẫu khác.

### AFLP
Một kỹ thuật khác, AFLP, hay đa hình độ dài đoạn khuếch đại cũng đã được đưa vào thực tế trong đầu những năm 1990. Kỹ thuật này cũng nhanh hơn phân tích RFLP và sử dụng PCR để khuếch đại mẫu DNA. Nó dựa trên đa hình lặp lại số lượng biến thiên (VNTR) để phân biệt các alen khác nhau, được phân tách trên gel polyacrylamide bằng cách sử dụng thang alen (trái ngược với thang trọng lượng phân tử). Các dải có thể được hình dung bằng cách nhuộm màu bạc vào gel. Một trọng tâm phổ biến để lấy dấu vân tay là locus D1S80. Như với tất cả các phương pháp dựa trên PCR, DNA bị phân hủy cao hoặc một lượng rất nhỏ DNA có thể gây ra hiện tượng loại bỏ alen (gây ra sai lầm khi nghĩ dị hợp tử là đồng hợp tử) hoặc các hiệu ứng ngẫu nhiên khác. Ngoài ra, bởi vì phân tích được thực hiện trên gel, số lượng lặp lại rất cao có thể tụ lại với nhau ở đầu gel, gây khó khăn cho việc phân giải. Phân tích AmpFLP có thể được tự động hóa cao và cho phép dễ dàng tạo ra các cây phát sinh loài dựa trên việc so sánh các mẫu DNA riêng lẻ. Do chi phí tương đối thấp và dễ cài đặt và vận hành, AmpFLP vẫn phổ biến ở các nước có thu nhập thấp hơn.

### Phân tích mối quan hệ gia đình DNA

1: Một mẫu tế bào được lấy - thường là tăm bông hoặc xét nghiệm máu 2: DNA được chiết xuất từ mẫu 3: Sự phân cắt DNA bằng enzym giới hạn - DNA bị chia thành các đoạn nhỏ. 4: Các đoạn nhỏ được khuếch đại bởi phản ứng chuỗi polymerase - kết quả tạo ra nhiều đoạn hơn 5: Các đoạn DNA được tách bằng điện di 6: Các đoạn này được chuyển sang đĩa thạch 7: Trên đĩa thạch, các đoạn DNA cụ thể được gắn với mẫu dò DNA phóng xạ 8: Đĩa thạch được rửa sạch không có mẫu dò dư 9: Một phim X quang được dùng để phát hiện một mẫu phóng xạCâu 10: DNA này được so sánh với các mẫu DNA khác

Sử dụng PCR công nghệ, phân tích DNA được áp dụng rộng rãi để xác định các mối quan hệ gia đình di truyền như cha, thai sản, anh em họ và khác bộ tộc.
Trong quá trình thụ thai, tế bào tinh trùng của bố và tế bào trứng của mẹ, mỗi tế bào chứa một nửa số lượng DNA được tìm thấy trong các tế bào cơ thể khác, gặp nhau và hợp nhất để tạo thành trứng được thụ tinh, được gọi là hợp tử. Hợp tử chứa một bộ phân tử DNA hoàn chỉnh, là sự kết hợp độc đáo của DNA từ cả bố và mẹ. Hợp tử này phân chia và nhân lên thành phôi và sau đó là một con người đầy đủ.
Ở mỗi giai đoạn phát triển, tất cả các tế bào hình thành cơ thể đều chứa cùng một DNA — một nửa từ cha và một nửa từ mẹ. Thực tế này cho phép thử nghiệm mối quan hệ sử dụng tất cả các loại mẫu bao gồm cả các tế bào rời từ má được thu thập bằng cách sử dụng gạc, máu hoặc các loại mẫu khác.
Có những kiểu thừa kế có thể dự đoán được tại một số vị trí nhất định (được gọi là locus) trong bộ gen người, được chứng minh là hữu ích trong việc xác định danh tính và các mối quan hệ sinh học. Các locus này chứa các dấu hiệu DNA cụ thể mà các nhà khoa học sử dụng để xác định các cá thể. Trong xét nghiệm quan hệ cha con thông thường, các dấu hiệu được sử dụng là các đoạn lặp lại song song ngắn (STR), các đoạn DNA ngắn xảy ra trong các kiểu lặp lại rất khác biệt giữa các cá thể.
DNA của mỗi người chứa hai bản sao của những dấu hiệu này — một bản sao được thừa kế từ cha và một bản từ mẹ. Trong một quần thể, các điểm đánh dấu tại vị trí DNA của mỗi người có thể khác nhau về độ dài và đôi khi trình tự, tùy thuộc vào các điểm đánh dấu được thừa hưởng từ cha mẹ.
Sự kết hợp của các kích thước điểm đánh dấu được tìm thấy ở mỗi người tạo nên hồ sơ di truyền duy nhất của họ. Khi xác định mối quan hệ giữa hai cá nhân, cấu hình di truyền của họ được so sánh để xem liệu họ có cùng kiểu thừa kế với tỷ lệ thống kê hay không.
Ví dụ: báo cáo mẫu sau đây từ phòng thí nghiệm xét nghiệm quan hệ cha con thương mại DNA này cho biết cách xác định mối quan hệ giữa cha mẹ và con cái trên các dấu hiệu đặc biệt đó:
Các kết quả một phần cho thấy DNA của đứa trẻ và người cha được cho là trùng khớp giữa năm dấu hiệu này. Các kết quả kiểm tra đầy đủ cho thấy mối tương quan này trên 16 điểm đánh dấu giữa đứa trẻ và người đàn ông được kiểm tra để có thể đưa ra kết luận liệu người đàn ông đó có phải là cha ruột hay không.
Mỗi điểm đánh dấu được chỉ định với Chỉ số quan hệ cha con (PI), là một thước đo thống kê về mức độ phù hợp mạnh mẽ tại một điểm đánh dấu cụ thể cho thấy quan hệ cha con. PI của mỗi điểm đánh dấu được nhân với nhau để tạo ra Chỉ số quan hệ cha con kết hợp (CPI), cho biết xác suất tổng thể của một cá nhân là cha ruột của đứa trẻ được thử nghiệm so với một người đàn ông được chọn ngẫu nhiên từ toàn bộ dân số của cùng một chủng tộc.. Sau đó, chỉ số CPI được chuyển đổi thành Xác suất làm cha thể hiện mức độ liên quan giữa cha và con bị cáo buộc.
Báo cáo xét nghiệm DNA trong các xét nghiệm quan hệ gia đình khác, chẳng hạn như xét nghiệm quan hệ họ hàng và anh chị em ruột, tương tự như báo cáo xét nghiệm quan hệ cha con. Thay vì Chỉ số quan hệ cha con kết hợp, một giá trị khác, chẳng hạn như Chỉ số Siblingship, được báo cáo.
Báo cáo cho thấy hồ sơ di truyền của từng người được thử nghiệm. Nếu có các dấu hiệu được chia sẻ giữa các cá thể được thử nghiệm, xác suất của mối quan hệ sinh học được tính toán để xác định khả năng các cá nhân được thử nghiệm chia sẻ các dấu hiệu giống nhau do có quan hệ huyết thống.

### Phân tích nhiễm sắc thể Y
Những cải tiến gần đây đã bao gồm việc tạo ra các đoạn mồi nhắm vào các vùng đa hình trên nhiễm sắc thể Y (Y-STR), cho phép phân giải mẫu DNA hỗn hợp từ nam và nữ hoặc các trường hợp không thể tách chiết khác biệt. Nhiễm sắc thể Y được di truyền từ cha, vì vậy phân tích Y-STR có thể giúp xác định các nam giới có quan hệ cha con. Phân tích Y-STR được thực hiện trong cuộc tranh cãi Jefferson-Hemings để xác định xem Thomas Jefferson có giao phối một đứa con trai với một trong những nô lệ của ông ta hay không.
Phân tích nhiễm sắc thể Y mang lại kết quả yếu hơn so với phân tích nhiễm sắc thể tự động liên quan đến việc xác định cá thể. Nhiễm sắc thể xác định giới tính nam Y, vì nó chỉ được thừa hưởng bởi nam giới từ cha của họ, gần như giống hệt nhau theo dòng cha. Mặt khác, kiểu haplotype Y-STR cung cấp thông tin phả hệ mạnh mẽ vì mối quan hệ huyết thống có thể được truy ngược qua nhiều thế hệ.
Hơn nữa, do di truyền từ cha, các kiểu gen đơn bội Y cung cấp thông tin về tổ tiên di truyền của quần thể nam. Để điều tra lịch sử dân số này và để cung cấp các ước tính về tần suất haplotype trong phân tầng tội phạm, "Cơ sở dữ liệu tham chiếu haplotype Y (YHRD)" đã được tạo vào năm 2000 dưới dạng tài nguyên trực tuyến. Nó hiện bao gồm hơn 300.000 dạng haplotype tối thiểu (8 locus) từ các quần thể trên toàn thế giới.

### Phân tích ty thể
Đối với các mẫu bị phân hủy cao, đôi khi không thể có được hồ sơ đầy đủ của 13 CODIS STR. Trong những tình huống này, DNA ty thể (mtDNA) đôi khi được định kiểu do có nhiều bản sao của mtDNA trong một tế bào, trong khi có thể chỉ có 1–2 bản sao của DNA nhân. Các nhà khoa học pháp y khuếch đại vùng HV1 và HV2 của mtDNA, sau đó giải trình tự từng vùng và so sánh sự khác biệt đơn nucleotide với một tham chiếu. Bởi vì mtDNA được thừa kế từ mẹ, họ hàng bên ngoại được liên kết trực tiếp có thể được sử dụng làm tham chiếu đối sánh, chẳng hạn như con trai của bà ngoại của con gái. Nói chung, sự khác biệt của hai hoặc nhiều nucleotide được coi là một loại trừ. Sự khác biệt dị dòng và poly-C có thể làm ảnh hưởng đến so sánh trình tự thẳng, do đó, nhà phân tích cần phải có một số kiến thức chuyên môn. mtDNA hữu ích trong việc xác định danh tính rõ ràng, chẳng hạn như danh tính của những người mất tích khi có thể tìm thấy người thân có liên hệ với mẹ. Thử nghiệm mtDNA được sử dụng để xác định rằng Anna Anderson không phải là công chúa Nga mà cô đã tuyên bố là Anastasia Romanov.
mtDNA có thể được lấy từ những vật liệu như sợi tóc và xương / răng cũ. Cơ chế điều khiển dựa trên điểm tương tác với dữ liệu. Điều này có thể được xác định bằng cách bố trí dụng cụ trong mẫu.